# روجر دوتشسن
روجر دوتشسن (بالفرنسية: Roger Duchesne)‏ هو ممثل فرنسي، ولد في 27 يوليو 1906 في Luxeuil-les-Bains ‏ في فرنسا، وتوفي في 25 ديسمبر 1996 في الإيفلين في فرنسا.

## وصلات خارجية
- روجر دوتشسن على موقع IMDb (الإنجليزية)
- روجر دوتشسن على موقع ألو سيني (الفرنسية)
- روجر دوتشسن على موقع أول موفي (الإنجليزية)
- روجر دوتشسن على موقع قاعدة بيانات الأفلام السويدية (السويدية)
- روجر دوتشسن على موقع قاعدة بيانات الفيلم (الإنجليزية)
- روجر دوتشسن على موقع كينوبويسك (الروسية)